# Алеут (бухта)
Алеут — бухта в Приморском крае России, внутренняя гавань залива Посьета.

## Название
Бухта была названа в 1877 году в честь шхуны «Алеут», потерпевшей крушение 7 ноября того же года у берегов Японии, располагается между бухтами Лукина и Троицы.
Согласно другим источникам, бухта нанесена на карту в 1854 году офицером фрегата «Паллада» и названа в 1894 году в честь транспорта «Алеут», на котором производились гидрографические работы в заливе Петра Великого.

## География
Бухта Алеут расположена в северной части залива Посьета, находящегося в заливе Петра Великого.